# Sicyases sanguineus
Sicyases sanguineus är en fiskart som beskrevs av Müller och Troschel, 1843. Sicyases sanguineus ingår i släktet Sicyases och familjen dubbelsugarfiskar. Inga underarter finns listade i Catalogue of Life.